# Maria Wonenburger
María Josefa Wonenburger Planells (Montrove, Oleiros, Galiza, 17 de julho de 1927 – Corunha, 14 de junho de 2014) foi uma matemática galega. Trabalhou nos Estados Unidos e Canadá.
É conhecida por seu trabalho sobre teoria dos grupos. Foi a primeira cidadã da Espanha a obter uma bolsa Fulbright para estudos de doutorado em matemática.

## Biografia
A família de seu pai é original da Alsácia e a de sua mãe de Valência. Desde tenra idade mostrou interesse por matemática, e seus pais a orientaram a estudar engenharia, podendo ela assim participar nos negócios da família, em uma fundição. Graduada na "Universidade Central de Madrid", a atual Universidade Complutense de Madrid, onde iniciou seu estudo de doutorado. Obtendo uma bolsa Fulbright continuou seus estudos na Universidade Yale, onde completou seu doutorado em 1957, orientada por Nathan Jacobson.